# ヒバリヤ
株式会社ヒバリヤ（英: HIBARIYA INC.）は静岡県静岡市清水区(旧清水市)に本社をおく、食品スーパーマーケットを中心とした日本の企業である。地域密着、地域愛着をモットーに地域で愛されるスーパーを目指し、地元の美味しい商品を中心に 鮮度・お買い得価格・おいしさで選んだ食品を販売している。
店舗名は「ヒバリヤ新鮮市場」の他に富士宮市にある「よどばしD's」がある。
CGC加盟スーパーである。

## 概要
1875年（明治8年）
- 静岡県有渡郡折戸村で創業。タバコ、塩などの専売品を主体の小売業（当時のよろずや）として開業。
- 創業者 岸山あき：夫の惣は農業に専従。ヒバリを軒先で飼っていたため皆からヒバリヤと呼ばれそれを店名にする。
- 2代目 岸山きく：夫の卯吉が兄弟たちとアメリカに移住したために2代目となる。
- 3代目 岸山うめ：2代目 きくの末娘
- 4代目 岸山清：3代目うめの夫

1963年（昭和38年）
- 店舗を改装しセルフサービス方式を取り入れた（後の5代目社長岸山惣憲が家業に入るにあたりリニューアル）。

1967年（昭和51年）
- 駒越店オープン（2014年にベイドリーム清水内に移転）

1977年（昭和52年）
- 8月8日 - 法人化する（会社設立）
- 株式会社スーパーヒバリヤ 代表取締役岸山清

1981年（昭和56年）
- 高橋店オープン(1996年に閉店)

1985年（昭和60年）
- マレーシア「エコノミーホールディング」社と技術提携（現在は提携解消）
- ショッピングセンターの強化策として生鮮食料品導入の技術指導

1986年（昭和61年）
- 静岡まるじゅう店オープン(現在は閉店)
- 吉川店オープン(現在は閉店)
- フランチャイズ事業部「新鮮屋」を開設
- 清水区内の規模の小さいスーパーに生き残りのためにFC加盟を進める。

1987年（昭和62年）
- FC新鮮屋1号店魚町市場オープン（現在は閉店）

1988年（昭和63年）
- FC新鮮屋望月ストアーオープン（現在は閉店）
- 総菜工場フレッシュデリカ開設（現在は閉鎖）
- 三保店オープン（1997年に閉店）
- 株式会社ヒバリヤに名称変更
- 代表取締役社長に岸山惣憲が就任（5代目）、岸山清は代表取締役会長に

1989年（平成元年）
- FC新鮮屋マルヒロ市場オープン(現在は閉店)

1990年（平成2年）
- 高部店オープン

1992年（平成4年）
- 登呂田店(焼津市)オープン（売場100坪 駐車場無のコバンザメ型の店舗） 1999年に閉鎖

1994年（平成6年）
- 株式会社生鮮市場 西村の指導のもと高部店をディスカウント形態の「新鮮市場高部店」にリニューアル

1996年（平成8年）
- 3代目の岸山うめが逝去

1997年（平成9年）
- 4代目の岸山清が逝去

1998年（平成10年）
- ベイサイドレストラン「ベルジュ35」の経営を開始（米久より経営権の譲渡を受ける）

1999年（平成11年）
- 富士パピー店オープン（2003年閉鎖）

2000年（平成12年）
- ライフストアー（焼津市）と業務提携

2001年（平成13年）
- 小土店（焼津市）オープン
- 三合店（島田市）オープン

2003年（平成15年）
- 白子店（藤枝市）オープン(2006年閉鎖)

2007年（平成19年）
- 小川店（焼津市）オープン（現在は閉店）
- 大洲店（藤枝市）オープン

2008年（平成20年）
- 愛知県、岐阜県のスーパー3店舗の経営権を取得する
- ヒバリヤ名古屋事業部開設
- 美和店（愛知県美和町）オープン（2020年に店舗の営業権を譲渡）
- 多治見店（岐阜県多治見市）オープン（2020年に店舗の営業権を譲渡）
- フードフロント東山店（愛知県名古屋市）オープン（2022年店舗が入っている建物が解体のため閉店）

2012年（平成24年）
- 代表取締役社長に岸山和弘が就任（6代目）

2024年(令和6年)
よどばしデイズとして運営されていた富士宮市の3店舗を、クスリのアオキに譲渡。

## 所在地

### ヒバリヤ新鮮市場
静岡県
- 静岡市
  - 高部店 静岡市清水区押切1941
  - 駒越店 静岡市清水区駒越北町8−1（ベイドリーム清水内）
- 焼津市
  - 小土店 焼津市小土583‐1
- 藤枝市
  - 大洲店 藤枝市大洲2-30-18
- 島田市
  - 三ッ合店 島田市三ツ合町1313-1

### よどばしD’s(2024年2月に譲渡)[1]
静岡県
- 富士宮市
  - 田中町店 富士宮市田中町69番1号
  - 万野原店 富士宮市万野原新田4165番1号
  - 三園平店 富士宮市三園平457番2号